# Mulher de Peñon
Mulher de Peñon ou Mulher de Peñon III é o nome dado aos restos humanos, especificamente um crânio, de uma mulher Paleo-índia encontrada perto de um antigo leito de lago em Pueblo Peñón de los Baños na Cidade do México, em 1959.

## Descoberta
A Mulher de Peñon III foi encontrada em uma ilha no meio do Lago Texcoco.
A idade do esqueleto foi estimada por radiocarbono datado por Silvia Gonzalez, da Liverpool John Moores University.  Sua data de 14 C é 10.755 ± 55 anos (12.705 anos).
Ela é um dos mais antigos restos humanos encontrados nas Américas.
Gonzalez teoriza que a mulher de Peñon é parente do povo pericu histórico de Baja California, que também compartilhava traços físicos semelhantes. 